# Ali-Jurt
Ali-Jurt (inguschisch und russisch Али-Юрт) ist ein Dorf (selo) in Inguschetien. Es liegt im Rajon Nasran, etwa zehn Kilometer südöstlich von Nasran und nur vier Kilometer südöstlich der neuen inguschischen Hauptstadt Magas und hat 5596 Einwohner (Stand 14. Oktober 2010).

## Geschichte
Im Juli 2007 fand in Magas ein Anschlag auf das Verwaltungsgebäude des russischen Geheimdienstes FSB statt. Die russischen Behörden vermuteten die Attentäter in Ali-Jurt und führten eine Durchsuchungsaktion durch, die von Menschenrechtsorganisationen auch als Racheaktion gedeutet wird. Danach mussten 24 Einwohner im Krankenhaus versorgt werden.
Laut den russischen Behörden stammen die drei Verschwörer, die für den Terroranschlag am Flughafen Moskau-Domodedowo im Januar 2011 verantwortlich sein sollen, aus Ali-Jurt.
Bevölkerungsentwicklung
| Jahr | Einwohner |
| ---- | --------- |
| 2002 | 6882      |
| 2010 | 5596      |

Anmerkung: Volkszählungsdaten